# Letrouitiaceae
Letrouitiaceae is een botanische naam voor een familie van korstmossen behorend tot de orde Teloschistales. De familie is monotypisch  en bevat alleen het geslacht Letrouitia. De soorten van dit geslacht komen wereldwijd voor.